# Залізний Іван Іванович
Іван Іванович Залізний (1970—2013) — український підприємець, засновник та власник підприємств «Транс-Сервіс-1» та «Оліяр» і торгової марки «Майола».

## Біографія
З 1995 року почав возити нефасовану соняшникову олію зі Східної України і продавати на розлив із бочок на базарах у Львові, в Івано-Франківській, Тернопільській та Закарпатській областях. У 1998 році у селі Ставчани створив невеликий цех з очищення олії. У 2001 році тут заснував приватне підприємство «Оліяр», що почало фасувати рафіновану олію під торговою маркою «Майола». У 2003 році створив компанію Транс-Сервіс-1, що займається автоперевезеннями. У 2005 році збудував завод рафінації та дезодорації олії, а у 2013 році — олійноекстракційний завод.
У 2008 році був пов'язаний із корупційним скандалом, в якому суддя Львівського апеляційного адміністративного суду Ігор Зварич вимагав від підприємця один мільйон доларів за дозвіл на оренду сільськогосподарських земель. Суддю звинуватили у хабарництві та засудили на 10 років позбавлення волі.
У 2010 році брав участь у місцевих виборах до Львівської обласної ради від партії «Сильна Україна».
За версією журналу «Forbes-Україна», у 2012 році Іван Залізний зі статком $78 млн, посів четверте місце у списку найбагатших бізнесменів, які проживають і мають компанії зі штаб-квартирами у Львівській області.
Іван Залізний помер 28 серпня 2013 року від невиліковної хвороби..